# Caroline Brady (nhà bác ngữ học)
Caroline Agnes Brady (hay Caroline Agnes Von Egmont Brady, 3 tháng 10 năm 1905 – 5 tháng 11 năm 1980) là một nhà bác ngữ học người Mỹ. Trọng tâm nghiên cứu của bà là những tác phẩm viết bằng tiếng Anh cổ và tiếng Bắc Âu cổ. Các tác phẩm của bà gồm có cuốn The Legends of Ermanaric (xuất bản năm 1943, dựa trên luận văn tiến sĩ) và ba bài viết về bản trường ca tiếng Anh trung đại Beowulf của người Anglo-Saxon. Trong suốt cuộc đời, bà đã từng tham gia giảng dạy ở Đại học California tại Berkeley, Đại học Pennsylvania, Đại học Johns Hopkins, Đại học Harvard và nhiều nơi khác.
Brady sinh ra ở Thiên Tân, Trung Quốc, với quyền công dân Hoa Kỳ. Khi còn nhỏ, bà di chuyển thường xuyên và đã từng đến nhiều nơi, như Los Angeles, California, British Columbia và Austin, Texas. Lớn lên, bà theo học hệ Đại học California, và nhận bằng cử nhân, thạc sĩ, tiến sĩ vào năm 1935. Sau đó, bà trở thành trợ giáo tiếng Anh tại Khoa Nông nghiệp của trường này, rồi thành giáo sư trợ giảng ngôn ngữ và văn học tại Berkeley từ năm 1941 đến 1946. Trong ba năm tiếp theo, Brady làm việc tại Đại học Pennsylvania, và chuyển đến dạy ở Cao đẳng Cộng đồng Trung Oregon vào cuối năm 1949, nhưng xin nghỉ vì "sức khoẻ kém" chỉ vài tháng sau đó. Sau khi trở thành Đồng sự Marion Talbot 1952–53 của Hội Phụ nữ Đại học Hoa Kỳ và viết được hai bài luận, Brady ngừng nghiên cứu trong 25 năm. Năm 1979, và một lần nữa vào 1983 (sau khi bà qua đời), hai tác phẩm cuối của bà mới được xuất bản.
Bài chuyên khảo The Legends of Ermanaric của Brady, lập luận rằng vị vua người Goth Ermanaric là chủ thể của hai truyền thống đối nghịch nhau, đã đem về cho bà nhiều danh tiếng, chẳng hạn như "người điều tra rộng khắp và sáng suốt" và "tuyệt đối khinh thường những ý niệm vốn có". Công trình nghiên cứu của bà về Beowulf thì được Katherine O'Brien O'Keeffe, một học giả chuyên về văn học Anglo-Saxon, coi là "ba nghiên cứu căn bản" và "có tính bác ngữ trong cách hiểu truyền thống", rọi sáng "những ý nghĩa diễn đạt tăm tối" trong bản trường ca. Brady kết luận rằng tác giả trường ca Beowulf "không phải người thợ thủ công nhồi nhét từ đồng nghĩa và biện pháp ẩn dụ thông thường, mà là một nghệ sĩ biết cách dùng đa dạng ngôn từ và lời lẽ".

## Tiểu sử và học vấn
Caroline Agnes Brady sinh ngày 3 tháng 10 năm 1905, tại Thiên Tân, Trung Quốc. Cha của bà là Đại tá Lục quân Hoa Kỳ David John Brady, một kỹ sư; ông là tổng giám đốc Công ty Kỹ thuật và Khai thác mỏ Trung Quốc ở Tần Hoàng Đảo. Mẹ bà là (Annie Lucy) Maudie Short, con gái của phó lục sự toà án Sherbrooke, Québec. Hai người làm lễ cưới một năm trước đó, tại Nhà thờ Chúa Ba Ngôi ở Thượng Hải. Caroline có một người em gái kém mười tuổi, tên là Frances Maud Brady. Ông David John là con của những người Anh di cư, sinh ra và lớn lên ở Austin, Texas, nhưng rời khỏi đây để phục vụ cho quân đội. Hai người anh em của ông (chú bác của Caroline), John W. và Will P., đều là những luật sư và luật gia nổi tiếng của vùng Texas. Will P. Brady là công tố viên đầu tiên của quận Reeves, Texas, và sau này trở thành thẩm phán toà án quận ở El Paso. John W. Brady thì trở nên nổi tiếng khắp vùng Austin nói riêng, và Texas nói chung, nhờ vai trò trợ lý tổng chưởng lý và thẩm phán; tuy nhiên, năm 1929, ông giết tình nhân của mình và phải chịu án ba năm tù. Tổ tiên năm đời của Caroline Brady bên nhà ngoại là Anthony Van Egmond, một trong những người đầu tiên đến định cư ở Canada. Ông tự nhận mình thuộc dòng dõi trực hệ của các bá tước nhà Egmond, nhưng đến khoảng những năm 1950, người ta mới biết thực ra ông là Antonij Jacobi Willem Gijben, một người Hà Lan lánh nạn.
Tháng 5 năm 1910, khi Brady lên bốn, gia đình bà chuyển từ Thượng Hải đến Los Angeles, California bằng tàu hơi nước Bessie Dollar. Chuyến đi chỉ gồm hai gia đình, một phụ nữ đi lẻ và một thùng lớn chứa gang thỏi, nhưng là "một hành trình đầy gian khó băng qua Thái Bình Dương" (theo lời báo Los Angeles Herald): con tàu đụng phải cá voi. Cuối năm đó, nhà Brady sống ở British Columbia. Dù tờ Herald viết rằng ông Brady là kỹ sư của Standard Oil, đến cuối Thế chiến thứ nhất, ông đang phục vụ cho Sư đoàn Bộ binh 42 (Đội Cầu vồng) của Đội Cảnh vệ Quốc gia Hoa Kỳ ở hải ngoại, tại Pháp và Đức, với quân hàm đại uý rồi sau đó là thiếu tá. Trong thời gian này, cho đến khoảng tháng 9 năm 1919, gia đình Caroline Brady ở cùng với người bác John W. trong ngôi nhà lớn của ông ở Austin. Khoảng tháng 8 hoặc tháng 9 năm 1919, David Brady trở về, và cùng làm việc cho Tập đoàn Sunshine Oil có trụ sở ở Los Angeles cùng người em Will.
Tháng 8 năm 1924, Brady trúng tuyển vào Đại học California tại Los Angeles (UCLA), khi đó là Chi nhánh phía Nam của Đại học California. Bà vào trường Cao đẳng Sư phạm, khoa giáo dục tiểu học và mầm non. Ở UCLA, Brady tích cực tham gia nhiều tổ chức, như Beta Phi Alpha, YWCA (Young Women's Christian Association – Hội Nữ thanh niên Cơ Đốc giáo), và là chủ tịch Hội Prytanean. Bà tốt nghiệp bằng Cử nhân Nghệ thuật khoa tiếng Anh vào năm 1928, và nhận bằng Thạc sĩ Nghệ thuật từ chi nhánh của trường tại Berkeley hai năm sau đó, vào ngày 15 tháng 5 năm 1930. Cùng năm đó và cũng tại Berkeley, bà bắt đầu học Tiến sĩ; năm 1935, bà bảo vệ thành công luận án tốt nghiệp The Legends of Ermanaric. Người đứng đầu nhóm giảng viên phản biện, Arthur Gilchrist Brodeur, về sau là đồng tác giả với Brady trong một bài viết vào năm 1940.

### Tên

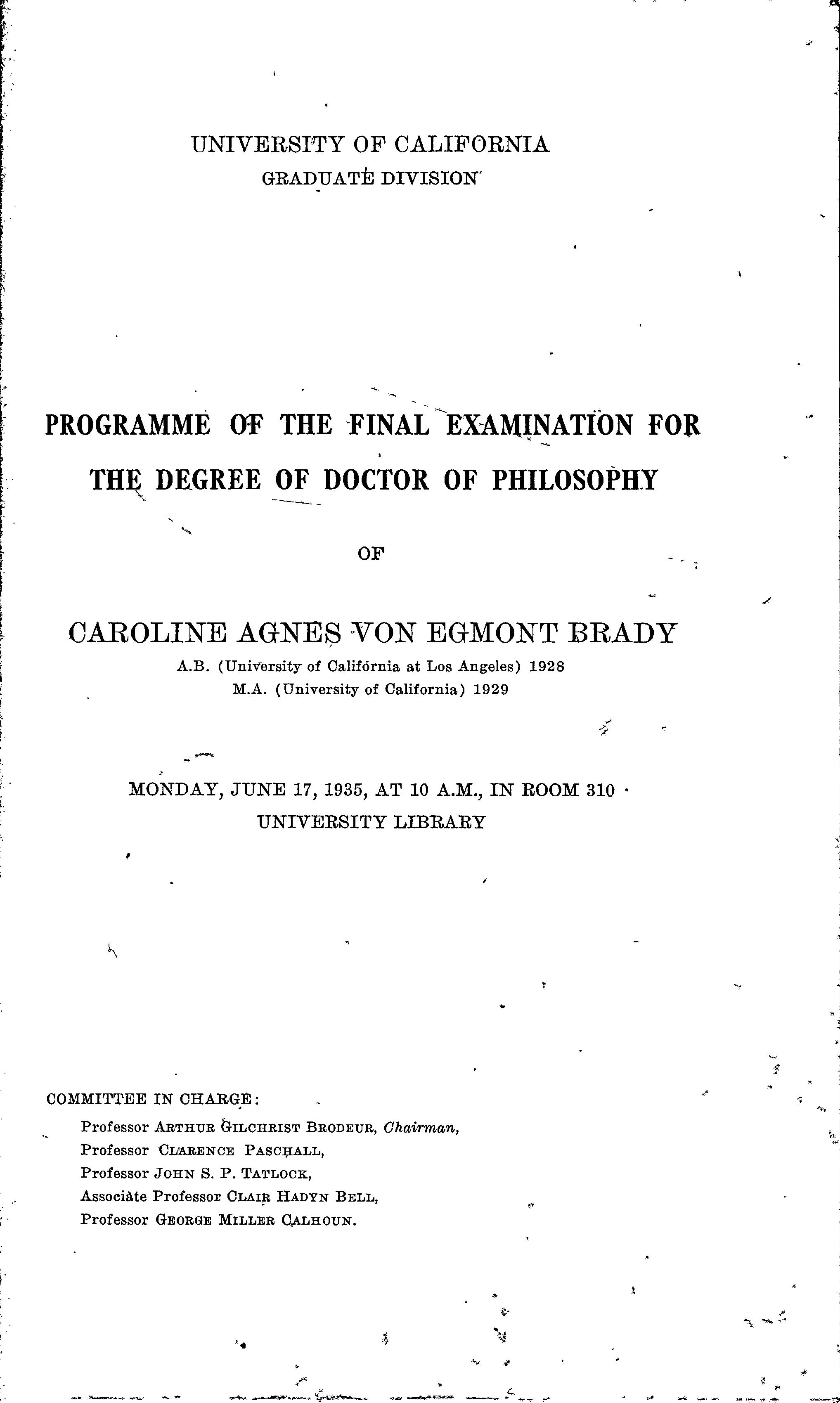
Chương trình Bài kiểm tra Cuối cùng cho Bằng Tiến sĩ của Caroline Agnes von Egmont Brady (1935)

Đôi khi, Brady còn được gọi là Caroline Agnes Von Egmont Brady. Dù những tác phẩm đã xuất bản của bà thường ghi tên bà là "Caroline A. Brady" hoặc "Caroline Brady", chương trình bảo vệ luận án ghi tên bà là "Caroline Agnes Von Egmont Brady". Một số danh sách thành viên và khoản mục thư viện thuộc Hiệp hội Ngôn ngữ Hiện đại cũng dùng cái tên dài hơn này.

## Sự nghiệp
Cùng trong năm nhận bằng Tiến sĩ, Brady trở thành trợ giáo môn tiếng Anh tại Cao đẳng Nông nghiệp ở Đại học California. Ngày 13 tháng 7 năm 1941, bà được thăng lên làm trợ lý giáo sư ngôn ngữ và văn học ở chi nhánh Berkeley. Năm 1943, bản luận án "viết lại hoàn toàn" của bà được xuất bản với tên cũ The Legends of Ermanaric. Từ đó đến năm 1946, bà tiếp tục sự nghiệp giảng dạy ở Berkeley. Sau đó, bà chuyển đến Đại học Pennsylvania và làm trợ lý giáo sư môn tiếng Anh ở đó trong ba năm.
Năm 1949, Brady chuyển đến Klamath Falls, Oregon, và trở thành một trong bốn trợ giáo đầu tiên của Cao đẳng Cộng đồng Central Oregon. Bà tham gia giảng dạy các môn Viết văn Anh ngữ và Nghiên cứu Anh văn ở cả hai chi nhánh Bend và Klamath Falls của trường. Tuy nhiên, chỉ vài tháng sau đó, bà từ nhiệm với lý do "sức khoẻ kém" ("ill health ").
Tháng 5 năm 1952, Brady làm nghề biên tập viên từ đồng nghĩa cho Công ty C. L. Barnhart – nhà xuất bản bộ từ điển Thorndike-Barnhart – ở Bronxville, New York. Trong cùng năm đó, bà được vinh danh là Đồng sự Marion Talbot 1952–53 của Hội Phụ nữ Đại học Hoa Kỳ. Bà được trao khoản học bổng 2.200 USD để "nghiên cứu và tái diễn giải những từ ghép và cụm từ quan trọng trong thi ca tiếng Anh cổ", suy xét ngữ cảnh từ để "xác định xem liệu các thi sĩ có sử dụng chúng như nhau". Bà tiến hành nghiên cứu ở các Đại học Johns Hopkins và Harvard, và xuất bản hai bài viết liên quan vào năm 1952: "The Synonyms for 'Sea' in Beowulf ", và "The Old English Nominal Compounds in -rád".
Quá trình hoạt động sau đó của Brady không thực sự rõ ràng. Năm 1979, tạp chí Anglo-Saxon England cho biết địa chỉ của bà là ở California. Cùng năm, bà xuất bản ấn phẩm thứ hai trong bộ ba tác phẩm về Beowulf, "'Weapons' in Beowulf ". Năm 1983, sau khi bà qua đời, ấn phẩm cuối "'Warriors' in Beowulf ", mới được xuất bản.

## Đời tư
Khoản mục Who's Who in California mang tên Brady năm 1941 cho biết bà là một đảng viên Dân chủ và theo giáo hội Giám nhiệm. Cha mẹ của bà lần lượt qua đời vào cuối tháng 1 năm 1953 và tháng 11 năm 1959. Bà mất ngày 5 tháng 11 năm 1980, ở Bellevue, Washington. Một năm trước đó, Anglo-Saxon England, tạp chí xuất bản hai tác phẩm cuối của bà, ghi nhận rằng địa chỉ của bà nằm ở Corona del Mar. Em gái của bà, khi đó có tên là Frances Brady Ackley, qua đời ngày 14 tháng 12 năm 1993; theo bản cáo phó của bà Frances, những thành viên trong gia đình chỉ còn anh chị em họ của bà.

## Xuất bản
Tác phẩm The Legends of Ermanaric của Brady cho rằng vị vua người Goth Ermanaric, cai trị vào khoảng thế kỷ thứ tư trước Công nguyên, là chủ đề của hai niềm tin cổ xưa đối nghịch nhau: một truyền thuyết Ostrogoth ngợi ca ông, và một câu chuyện lan truyền trong cộng đồng những người bị ông chinh phục coi ông như ác quỷ. Luận văn của Brady đã không nổi tiếng bằng khả năng khám phá những vấn đề rắc rối trong thần thoại German, và tính chất dài dòng khó hiểu của công trình nghiên cứu. Bà được gọi là "người điều tra rộng khắp và sáng suốt", "tuyệt đối khinh thường những ý niệm vốn có". Sự thiếu tôn trọng này đã khiến một người đánh giá nhận xét về công trình của Brady "đáng giá về mặt chỉ trích hơn là xây dựng"; một người khác thì viết rằng bà "tiến đến kết luận mà không dựa trên quan điểm của những người đi trước, và dám chắc là, với một số người, cuốn sách sẽ bị bới lông tìm vết từ đầu đến cuối để soi ra những khuyết điểm, giống như nó đã làm với các tác phẩm khác". Đúng như vậy, sau màn "công kích kịch liệt [của Brady] với một học giả [có tiếng] như Kemp Malone", ông đã viết ra hai bài đánh giá xem thường (thứ mà ông gọi là) sự non nớt trong học thuật của bà, đồng thời cho rằng bà "đã đánh giá quá cao độ quan trọng của những quan điểm tranh luận". Nhiều người khác cũng nhận định tương tự về bản luận văn của Brady, dù nói chung vẫn ủng hộ. Trong số đó, có học giả tiếng Anh cổ Philip W. Souers; ông viết:
Kiến thức của cô, từ ngôn ngữ đến khảo cổ học, là rất tốt; hiểu biết của cô về thư tịch học rất vững vàng; độ tinh thông ngôn ngữ của cô thể hiện trình độ của một học giả thực thụ. ... Đáng làm đấy, đáng thử xuất bản một huyền thoại Goth mạt được thể hiện trong [thần thoại] Bắc Âu, để xem kết quả sẽ đến đâu. Những người khác luôn khởi đầu nghiên cứu bằng nguồn German. Dù tôi không thể chấp nhận rằng giả thuyết của cô đã được chứng minh, [cuốn sách] chắc chắn là một trong những tác phẩm quan trọng nhất của giới học giả Hoa Kỳ về chủ đề huyền thoại anh hùng khó nhằn này trong những năm gần đây.

Qua hai bài viết năm 1979 và 1983 về trường ca Anglo-Saxon Beowulf, Brady cho rằng, những từ mô tả vũ khí và chiến binh không hề có tính hoán vị như nhóm từ nói về các chủ thể khác, chẳng hạn như rượu mạnh, mà được dùng chính xác để khớp với văn cảnh cụ thể. Cùng với bài viết "The Synonyms for 'Sea' in Beowulf " năm 1952, bộ ba tác phẩm này được Katherine O'Brien O'Keeffe gọi là "ba nghiên cứu căn bản" suy xét đến ngữ cảnh mà tác giả trường ca Beowulf chọn từ, chứ không chỉ về bản thân từ đó, trong A Beowulf Handbook. Brady kết luận rằng tác giả "không phải người thợ thủ công nhồi nhét từ đồng nghĩa và biện pháp ẩn dụ thông thường, mà là một nghệ sĩ biết cách dùng đa dạng ngôn từ và lời lẽ". O'Keeffe gọi lối tiếp cận của bà là "có tính bác ngữ trong cách hiểu truyền thống", rọi sáng "những ý nghĩa diễn đạt tăm tối" trong bản trường ca.
Ngoài cuốn sách và những bài viết về Beowulf nói trên, Brady còn xuất bản một số tác phẩm khác trong suốt sự nghiệp của mình. Bà cũng từng trình bày một số bài diễn văn (một số chưa từng được xuất bản) ở các hội nghị học thuật; trong số đó, có các buổi họp của Hiệp hội Bác ngữ vùng Bờ biển Thái Bình Dương và Hiệp hội Ngôn ngữ Hiện đại.

### Sách
- Brady, Caroline (tháng 9 năm 1935). The Legends of Ermanaric (Ph.D.). University of California Press, Berkeley.
- Brady, Caroline (1943). The Legends of Ermanaric. Berkeley: University of California. OCLC 878278262.

### Bài viết
- Brady, Caroline (tháng 11 năm 1933). "A Note on the Historical Prototype of Sigfried". Modern Philology. Quyển 31 số 2. University of Chicago Press. tr. 195–196. doi:10.1086/388087. JSTOR 433891. S2CID 162361312.
- Brady, Caroline (1937). The Eormanric of the Wīdsīð. University of California Publications in English. Quyển III. Berkeley: University of California Press.
- Brady, Caroline (tháng 4 năm 1938). "Becca of the Banings". The Journal of English and Germanic Philology. Quyển XXXVII số 2. University of Illinois Press. tr. 169–188. JSTOR 27704379.
- Brady, Caroline (tháng 4 năm 1939). "The Date and Metre of the Hamðismál". The Journal of English and Germanic Philology. Quyển XXXVIII số 2. University of Illinois Press. tr. 201–216. JSTOR 27704484.
- Brady, Caroline (tháng 10 năm 1940). "Innweorud Earmanrices". Speculum. Quyển XV số 4. University of Chicago Press. tr. 454–459. doi:10.2307/2853463. JSTOR 2853463. S2CID 225090506.
- Brodeur, Arthur Gilchrist & Brady, Caroline (tháng 11 năm 1940). "Sundrmœðri–Sammœðra". Scandinavian Studies and Notes. Quyển XVI số 4. Society for the Advancement of Scandinavian Study. tr. 133–137. JSTOR 40908177.
- Brady, Caroline (tháng 12 năm 1940). "Óðinn and the Norse Jǫrmunrekkr-Legend". Publications of the Modern Language Association. Quyển LV số 4. Modern Language Association. tr. 910–930. doi:10.2307/458885. JSTOR 458885.
- Brady, Caroline (1952a). "The Synonyms for "Sea" in Beowulf" (PDF). Studies in Honor of Albert Morey Sturtevant. Lawrence, Kansas: University of Kansas Press. tr. 22–46.
- Brady, Caroline (tháng 6 năm 1952b). "The Old English Nominal Compounds in -rád". Publications of the Modern Language Association. Quyển LXVII số 4. Modern Language Association. tr. 538–571. JSTOR 459826.
- Brady, Caroline (1979). "'Weapons' in Beowulf: an analysis of the nominal compounds and an evaluation of the poet's use of them". Anglo-Saxon England. Quyển 8. Cambridge University Press. tr. 79–141. doi:10.1017/S0263675100003045.
- Brady, Caroline (1983). "'Warriors' in Beowulf: an analysis of the nominal compounds and an evaluation of the poet's use of them". Anglo-Saxon England. Quyển 11. Cambridge University Press. tr. 199–246. doi:10.1017/S0263675100002611.
- Brady, Caroline. "Kings Frotho I-V: A Study in Saxo's Historical Method". Unpublished.[89][90]

### Đánh giá
- Brady, Caroline (January–June 1941). "The Orkneyinga Saga by Alexander Burt Taylor". The Journal of American Folklore. Quyển 54 số 211–212. American Folklore Society. tr. 90–92. doi:10.2307/535815. JSTOR 535815.
- Brady, Caroline (tháng 4 năm 1951). "Walter of Aquitaine: Materials for the Study of His Legend by F. P. Magoun, Jr. & H. M. Smyser". Speculum. Quyển XXVI số 2. University of Chicago Press. tr. 397–401. doi:10.2307/2852428. JSTOR 2852428.
- Brady, Caroline (tháng 11 năm 1955). "The Digressions in Beowulf. by Adrien Bonjour". Modern Language Notes. Quyển LXX số 7. Johns Hopkins University Press. tr. 521–524. doi:10.2307/3039650. JSTOR 3039650.

## Chú giải, chú thích và tham khảo

### Chú giải

#### Dịch nghĩa
1. ↑  Tạm dịch: "Huyền thoại Ermanaric"
2. ↑  Tạm dịch: "Từ đồng nghĩa với 'Biển' trong Beowulf "
3. ↑  Tạm dịch: "Những Từ ghép Tiếng Anh Cổ Giống Danh từ trong -rád "
4. ↑  Tạm dịch: "'Vũ khí' trong Beowulf "
5. ↑  Tạm dịch: "'Chiến binh' trong Beowulf "
6. ↑  Tạm dịch: "Sổ tay về Beowulf"

#### Thông tin ngoài
1. ↑  Trong khoản mục Caroline Brady của Who's Who in California, bà nói tên mẹ là "Maud (Short)";[5] tên này được dùng trong bản cáo phó của Maud Brady vào năm 1959[9] và hồ sơ báo tử ở California (hồ sơ này cũng cho biết bà sinh ngày 12 tháng 3 năm 1877 và nhũ danh của mẹ bà là Green).[10] Tuy nhiên, mẩu tin trên báo về hôn thú của Maud Short và D. J. Brady, "tổng giám đốc của Công ty Kỹ thuật & Khai thác mỏ Trung Quốc, Tần Hoàng Đảo", lại gọi bà là "A. L. Maude, con gái của John Short xứ Granby đã quá cố, nguyên phó lục sự toà Sherbrooke";[11] bản hồ sơ hôn thú thì ghi tên bà là Annie Lucy Maude, con gái của John Short đã quá cố, một luật sư.[12] Cuốn Loyalist Lineages of Canada, lần tìm sâu hơn gia phả của bà, viết rằng Annie Lucy Maude Short (sinh ngày 12 tháng 3 năm 1877) là con gái của John Short (1828–1904), người gốc Three Rivers, sau này đến Granby, và vợ Annie Caroline (1854–1936[13]); ông bà ngoại của bà là cặp vợ chồng Henry Schlicter Greene và Susanna Helmer (mất 1916); bà Helmer là con của Andrew Helmer cùng Marie Susanna Caroline Van Egmond (1810–1861),[14] và là cháu ngoại của Anthony Van Egmond.[15]
2. ↑  Ngày 21 tháng 8 năm 1944, trong một hải trình, con tàu (khi ấy có tên là Kinryo Maru và treo cờ Nhật) đã bị USS Haddo đánh chìm.[27]
3. ↑  Năm 1949, hội này tổ chức một buổi tiệc chiêu đãi dành cho sinh viên và nhân viên ở Cao đẳng Cộng đồng Central Oregon, và Brady đã tham gia.[55]
4. ↑  Năm 1953, địa chỉ của bà nằm ở Cambridge, Massachusetts.[57] Trong bài đánh giá tác phẩm "The Synonyms for 'Sea' in Beowulf " vào tháng 1 năm 1955, Adrien Bonjour viết: "Cô Brady hiện đã và đang làm việc tại Harvard; hy vọng rằng cô sẽ sớm xuất bản thêm nhiều [công trình nghiên cứu] nữa về ngữ đạo trong Beowulf."[58] (Bình luận này được coi là "một nhát đâm thuần ẩn ý và hơi lừa lọc" nhắm vào Francis Peabody Magoun – "rõ ràng là nhà nghiên cứu Anglo-Saxon ở Harvard").[59] Tháng 11 năm đó, bà cũng đánh giá một công trình của Bonjour.[60]
5. ↑  Ví dụ, Malone viết rằng: "Sai lầm của cuốn sách này, và những tác phẩm của Cô Brady trong cùng lĩnh vực, là sự non nớt. Tác giả chưa sống với những văn bản cổ đủ lâu, và chưa hiểu chúng đủ tường tận. Hơn nữa, nhận định của cô không có kinh nghiệm nghiên cứu nhiều năm mài giũa, và cô đã đánh giá quá cao độ quan trọng của những quan điểm tranh luận."[77]